# Проекция (теория множеств)
Проекция в теории множеств — операция {\displaystyle \operatorname {pr} _{j}}, выделяющая {\displaystyle j}-й компонент элемента {\displaystyle {\vec {x}}=(x_{1},\ldots ,x_{j},\ldots ,x_{k})} декартова произведения {\displaystyle (X_{1}\times \cdots \times X_{j}\times \cdots \times X_{k})}, то есть {\displaystyle \operatorname {pr} _{j}({\vec {x}})=x_{j}}.
Понятие обобщается в теории категорий, в которой применяются морфизмы-проекции (канонические проекции), выделяющие компоненты произведения категорий. В реляционной алгебре используется сходная операция проекции, выделяющая часть атрибутов из отношения (при этом дополнительно усекающая возможные дубликаты, образовавшиеся из-за потери части значений атрибутов).